# Giacomo della Marca

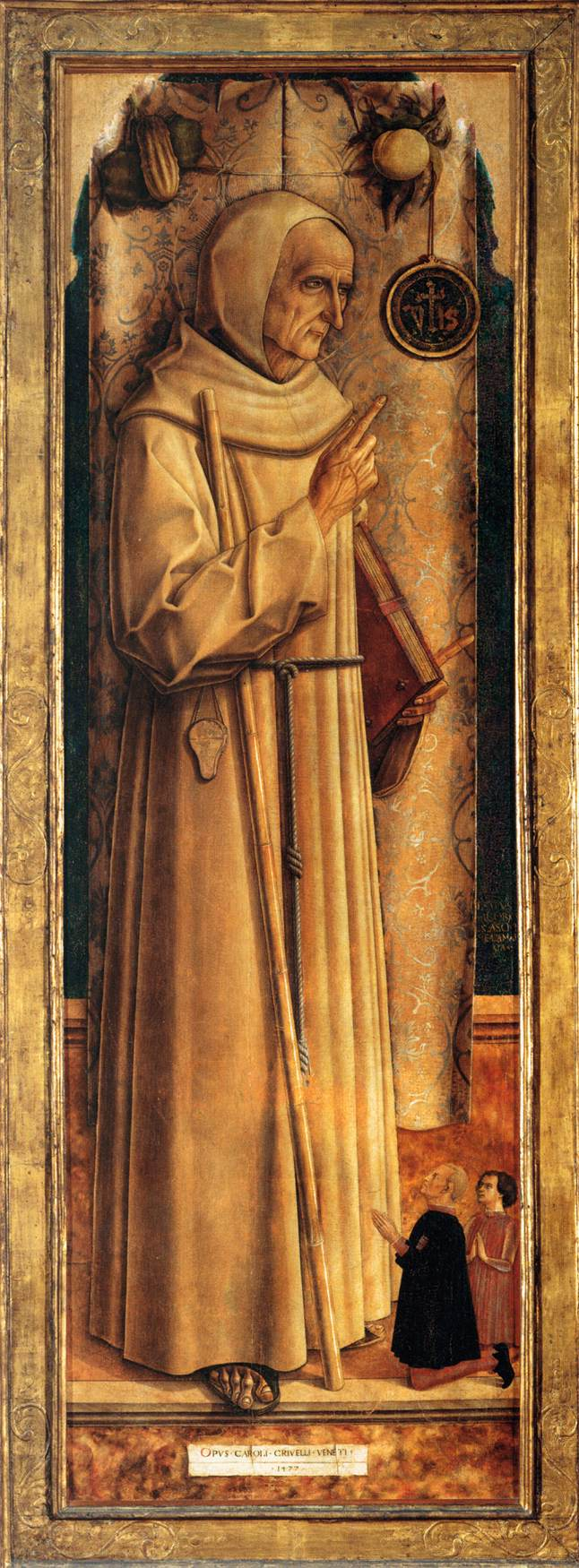
Giacomo della Marca, Gemälde von Carlo Crivelli (1477)

 Giacomo della Marca, lateinisch Jacobus de Marchia, deutsch auch Jakobus von der Mark, (* um 1393 in Monteprandone; † 28. November 1476 in Neapel) war einer der bedeutenden Franziskanerbrüder, die die von Paolo Trinci begonnene Reform des Ordens weiterführten, was letztlich zur Spaltung des Ordens in Observanten und Konventualen führte.

## Leben
Giacomo della Marca  wurde im September 1391, 1393 oder 1394 in Monteprandone (Provinz Ascoli Piceno, Region Marken) geboren.
Als sein Vater wird Antonio Gangala genannt, seine Mutter Antonia.
Giacomo della Marca war ein bedeutender Akteur der von Paolo Trinci begonnenen Reform des Franziskanerordens. Diese Reform sollte im Einklang mit dem Papst stehen, insbesondere mit der päpstlichen Bulle Exiit qui seminat (1279) und der Apostolischen Konstitution Exivi de paradiso (1312). Wie seine gleichgesinnten Zeitgenossen Bernhardin von Siena, Johannes Capistranus, Markus von Bologna und Bernhardin von Feltre stand Jakobus in hohem Ansehen der Päpste und Fürsten. Im weiteren Verlauf des „Armutsstreits“ im Franziskanerorden kam es später (1517) durch Spannungen zwischen den Observanten und den Konventualen zur Spaltung des Ordens, die Papst Leo X. am 19. Mai 1517 durch die Bulle Ite et vos in vineam meam (dt. ‚Geht auch ihr in meinen Weinberg‘), Mt 20,4 , vollzog.
Am 22. Juli 1437, nachdem in Böhmen die Ultraquisten und Hussiten an Bedeutung gewonnen hatten, ernannte Papst Eugen IV. Jakobus zum päpstlichen Inquisitor. Dieser aber zögerte seinen Aufenthalt in Böhmen bis auf Weiteres hinaus. Erst nach Johannes Capestranus’ Tod verschlug es ihn nach Böhmen. Der Legende nach sollen in Prag die Hussiten versprochen haben, die „Häresie“ zu verlassen, wenn Jakobus unbeschadet einen Becher voll Gift tränke. Er soll den Becher gesegnet und das Gift getrunken haben. Den Hussiten soll er dann eine Rede über die Wahrheit des katholischen Glaubens gehalten haben. Da ihm das Gift keine Beschwerden gemacht hätte, sollen sie sich zu Tausenden haben bekehren lassen.

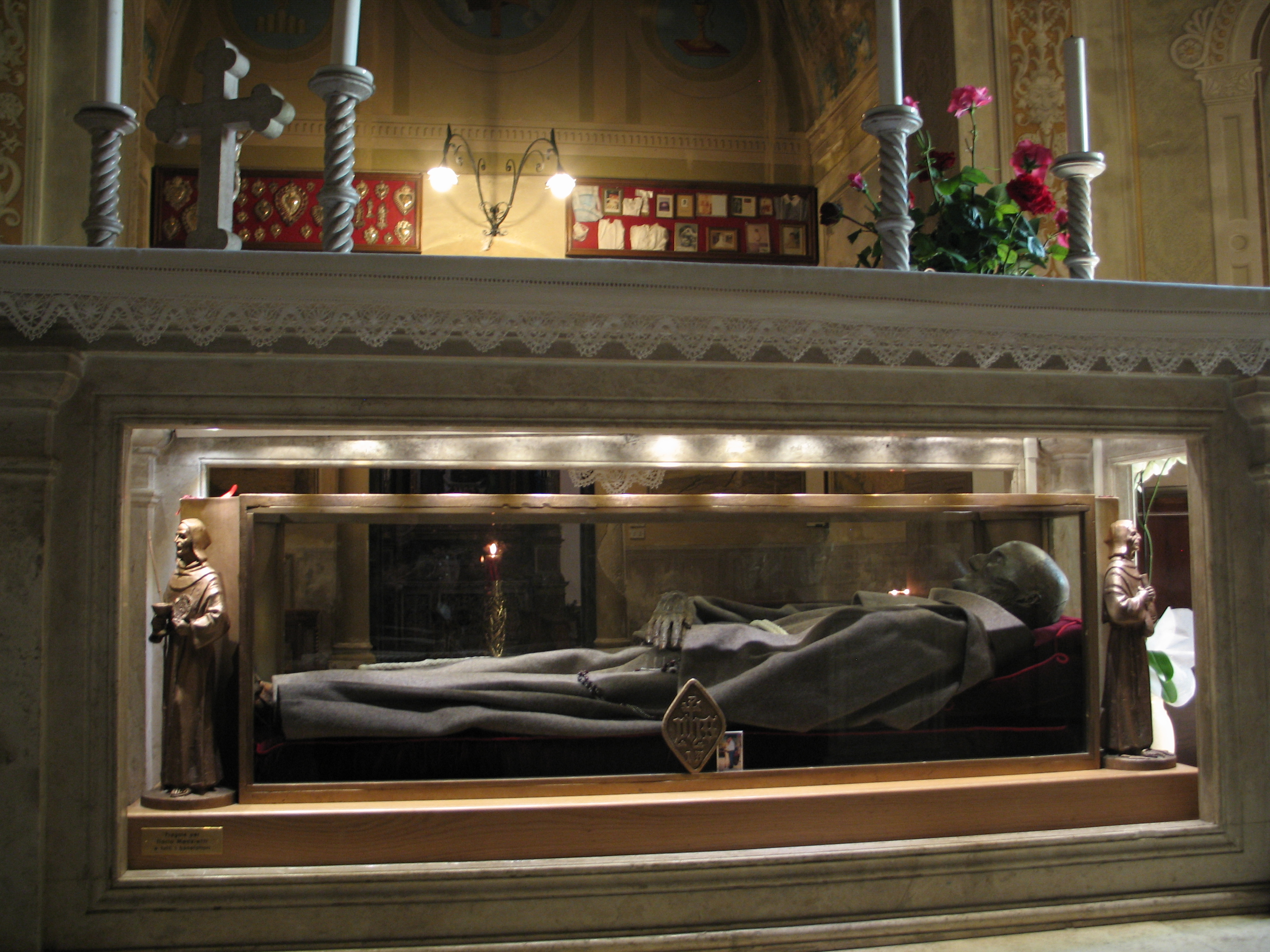
Reliquiensarkophag in Monteprandone

Giacomo  starb am 28. November 1476 (oder 1475) in Neapel und wurde in der Kirche Santa Maria la Nova in der nach ihm benannten Kapelle beigesetzt. Im Jahr 1726 sprach ihn Benedikt XIII. heilig. 2001 wurde sein Leichnam nach Monteprandone in die von ihm gegründete Wallfahrtskirche Santa Maria delle Grazie überführt. Ein Teil der Reliquien blieb in Neapel.
Sein Attribut ist der vergiftete Kelch.